# Invercargill

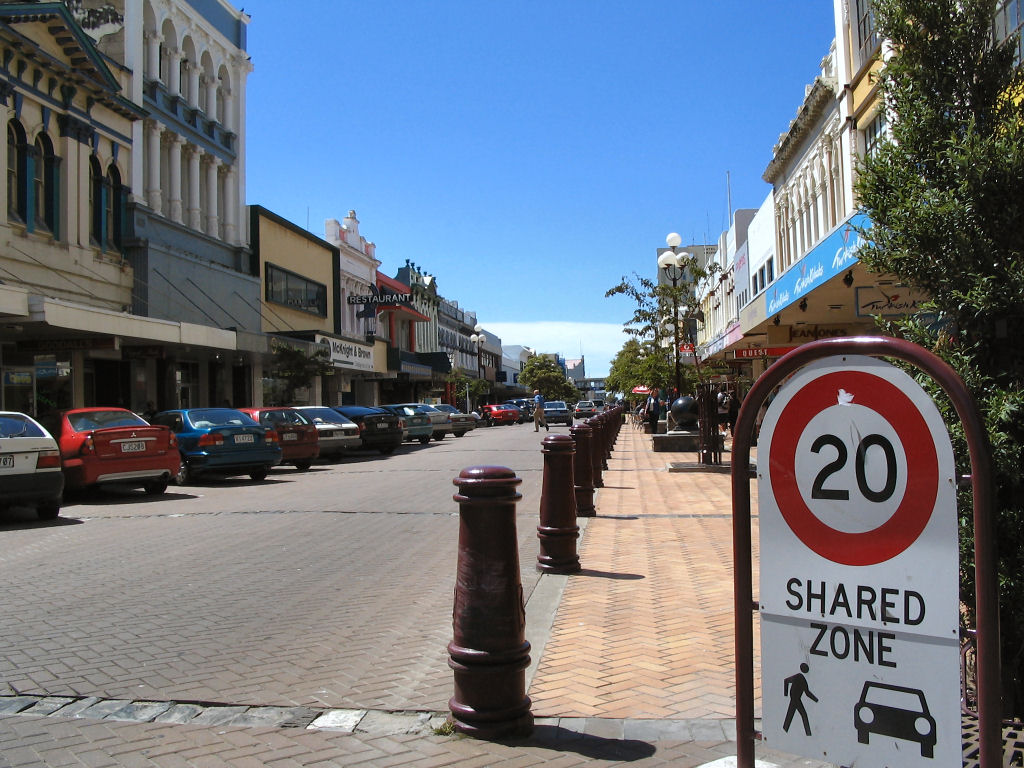
Róg ulic Esk Street i Dee Streets w Invercargill

Invercargill (maor. Waihōpai) – wysunięte najbardziej na zachód i południe miasto Nowej Zelandii i zarazem jedno z najbardziej wysuniętych na południe zamieszkanych miejsc na świecie. Handlowe centrum regionu. Leży na szerokim płaskowyżu Southland, nad rzeką Oreti 18 km na północ od Bluff, najbardziej na południe wysuniętego miasteczka na Wyspie Południowej. Znajduje się wśród bogatych obszarów rolnych, ograniczonych przez duże obszary chronione oraz brzeg morza, włączając Park Narodowy Fiordland zajmujący południowo-zachodni kraniec Wyspy Południowej.

## Ludzie związani z Invercargill
- Marton Csokas – aktor
- Burt Munro – konstruktor, kierowca i motocyklowy rekordzista prędkości
- Edward Dawkins – kolarz torowy, brązowy medalista mistrzostw świata
- Bill Crawford-Compton – lotnik, as myśliwski okresu II wojny światowej

## Miasta partnerskie
- Kumagaya, Japonia